# Comares
Comares is een gemeente in de Spaanse provincie Málaga in de regio Andalusië met een oppervlakte van 26 km². In 2007 telde Comares 1568 inwoners.

## Galerij

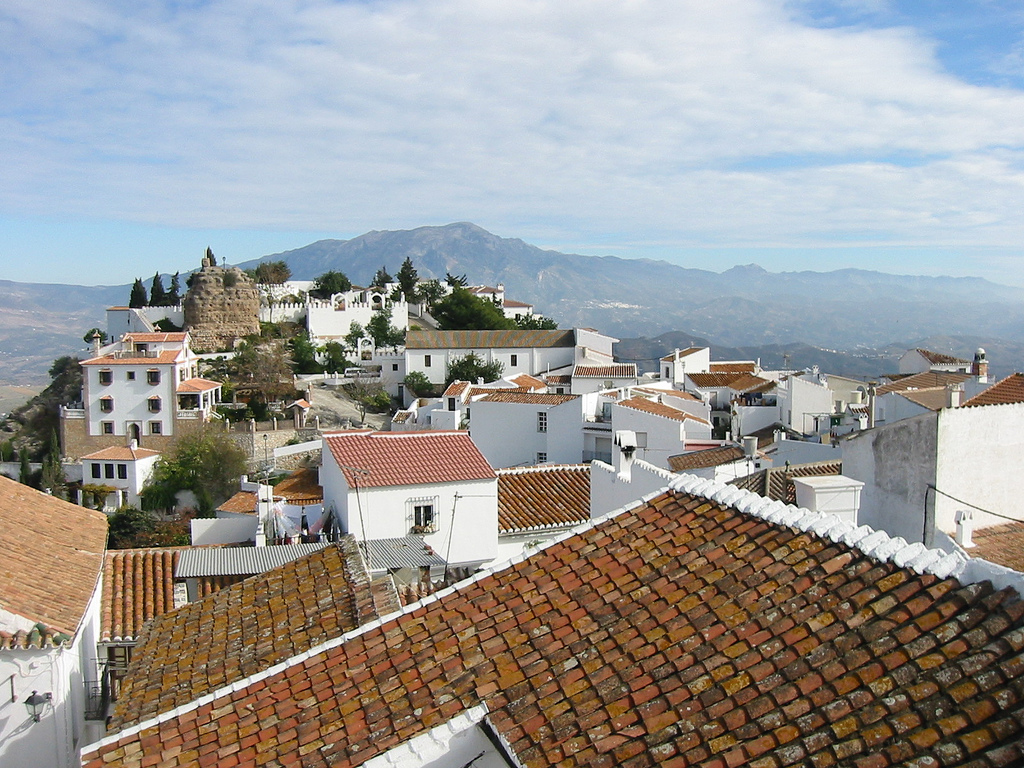
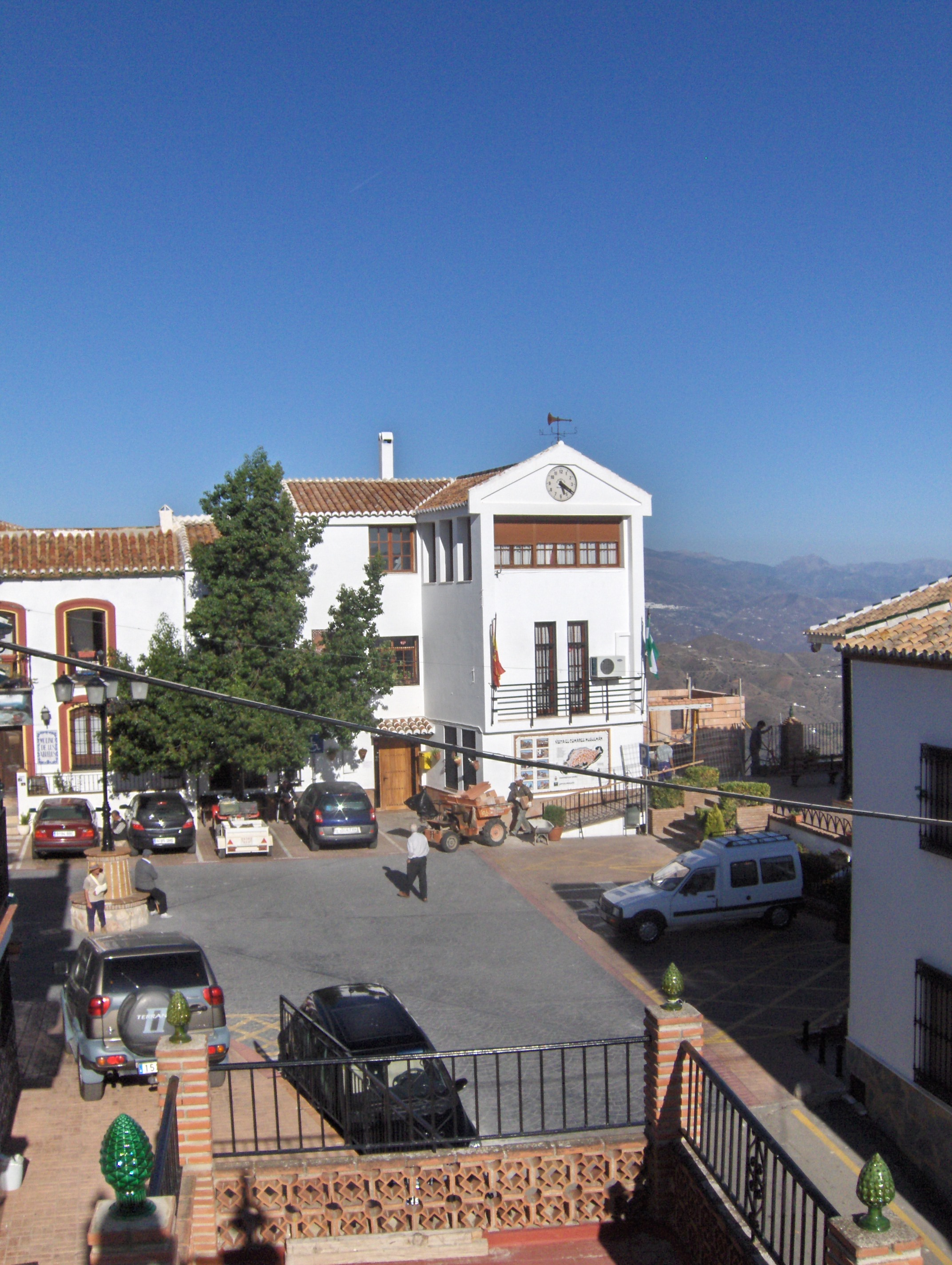